# Jan Cicero
Jan Cicero (ur. 2 sierpnia 1455 w Ansbach, zm. 9 stycznia 1499) – elektor brandenburski w latach 1486-1499 z dynastii Hohenzollernów.

## Życiorys
Był synem Albrechta III Achillesa, elektora brandenburskiego, i jego pierwszej żony Małgorzaty Badeńskiej.
Od abdykacji swojego stryja Fryderyka II w kwietniu 1470 do października 1471 zarządzał Brandenburgią.
25 sierpnia 1476 w Berlinie poślubił Małgorzatę, córkę Wilhelma, landgrafa Turyngii i Anny Habsburżanki. Z tego małżeństwa pochodzili:
- nieznana z imienia córka, ur. wrzesień 1480, zm. po 5 lipca 1482,
- Wolfgang, ur. maj 1482, zm. po 5 lipca 1482,
- Joachim I Nestor, ur. 21 lutego 1484, zm. 11 lipca 1535, elektor brandenburski,
- Elżbieta, ur. i zm. 1486,
- Anna, ur. 27 sierpnia 1487, zm. 3 maja 1514, od 10 kwietnia 1502 żona Fryderyka I, króla Danii,
- Urszula, ur. 17 października 1488, zm. 18 września 1510, od 16 lutego 1507 żona Henryka V Zgodnego, księcia meklemburskiego,
- Albrecht, ur. 28 czerwca 1490, zm. 24 września 1545, arcybiskup Moguncji.